# Il maggiore Barbara (commedia)
Il maggiore Barbara (Major Barbara) è una commedia in tre atti di George Bernard Shaw, scritta e  rappresentata nel 1905 e pubblicata in volume nel 1907.

## Trama

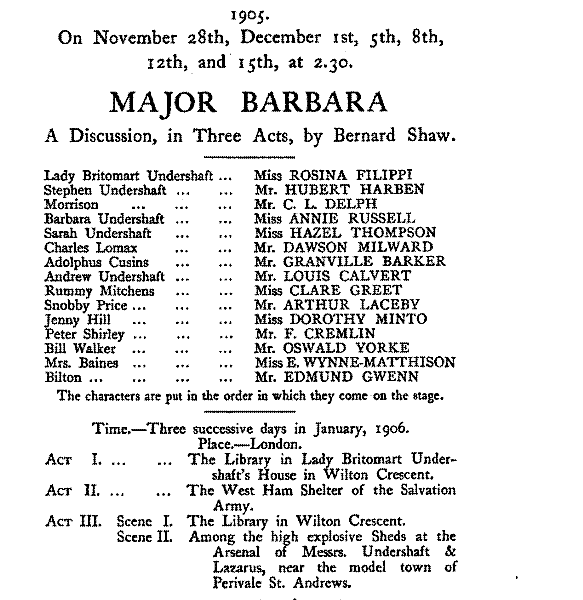
Locandina relativa alle prime rappresentazioni di Major Barbara

Andrew Undershaft, ricchissimo proprietario di una fabbrica d'armi, ha sposato un'aristocratica, Lady Britomart, e ne ha avuto tre figli: un maschio, Stephen, e due femmine, Sarah e Barbara. I  due si sono poi separati consensualmente, per incompatibilità di carattere, quando i figli erano ancora bambini, e Lady Britomart ha allevato i figli da sola. La proprietà della fabbrica, esistente da secoli, si trasmette per adozione; la fabbrica, infatti, è stata fondata da un trovatello il quale l'ha poi lasciata in eredità ad un altro trovatello da lui adottato; questo esempio è stato seguito da tutti i successori e sarà seguito presumibilmente anche da Andrew Undershaft. Lady Britomart, che non si rassegna a vedere diseredati i propri figli, chiede un colloquio al marito molti anni dopo la separazione.
Andrew Undershaft si reca dall'ex moglie, incontra i familiari e resta colpito soprattutto da Barbara, una ragazza volitiva con forti sentimenti filantropici, maggiore nell'Esercito della Salvezza, la quale assiste dei diseredati nel West Ham, un sobborgo di Londra. Barbara invita il padre a visitare la sede dell'Esercito dove presta la sua opera, e il padre accetta a condizione che i suoi familiari visitino la sua fabbrica di armi. Barbara si accorge con sgomento che l'aiuto offerto ai diseredati è finanziato anche grazie a capitali provenienti da attività discutibili (la distillazione dell'alcol, la fabbricazione delle armi); lo sgomento della ragazza aumenta allorché vede che la fabbrica paterna di strumenti di morte garantisce tuttavia benessere e sicurezza ai dipendenti.
Sarà il padre a convertire la figlia alla propria visione del mondo: Solo con il danaro ci si può permettere il lusso della bontà. Barbara è fidanzata con Adolphus Cusins, uno studioso di letteratura greca il quale, essendo nato da un matrimonio non riconosciuto in Inghilterra, ha uno stato equiparato a quello di un trovatello. Andrew Undershaft adotta Adolphus, proponendolo così come suo successore nella direzione della fabbrica d'armi. Barbara decide di svolgere la sua opera assistenziale nella fabbrica d'armi paterna: assisterà soggetti che, pur non essendo in condizioni economiche disagiate, hanno tuttavia necessità spirituali.

## Critica
Per Giovanni Raboni «il segreto della grandezza di Shaw [...] è l'arte del paradosso. A chi, se non a un genio del paradosso, poteva venire in mente di mettere al centro di una commedia contro la guerra [...] la figura di un brillante, simpaticissimo, affascinante fabbricante di cannoni? Si deve a questa trovata, a questo guizzo di genialità, se una commedia chiaramente e volutamente didascalica, per non dire propagandistica, come Il maggiore Barbara risulta, a distanza di novant'anni dalla sua composizione, quasi incredibilmente priva di rughe, quasi intatta nella sua forza di provocazione e di denuncia».
Per Elena Di Carlo Sereni, «Il Maggiore Barbara è di quelle commedie in cui Shaw si affida alla propria dialogazione scintillante, al gioco delle trovate e degli arguti contrasti. I personaggi rimangono piuttosto meccanizzati e veri protagonisti sono la discussione e la situazione. La tesi, che la redenzione economica e sociale delle plebi è condizione preliminare per la loro redenzione sociale, sebbene sostenuta con un'efficacia di esemplificazione e una nettezza non consuete nel teatro shawiano, passa in seconda linea di fronte allo studio divertito e divertente dei modi con cui i rappresentanti delle due concezioni opposte -- Undershaft, il pratico, e Barbara e Cusins, gli spiritualisti -- riescono a esprimere la loro umanità e la loro buona fede».

## Edizioni
- Bernard Shaw, John Bull's other island; and, Major Barbara, New York: Brentano's, 1907 (on-line)
- Major Barbara: in three acts, London: Constable and company ltd., 1913
- Major Barbara; with an introduction and notes by A. C. Ward, London: Longman, in association with Constable, 1958, ISBN 0582532612
- Il maggiore Barbara: tre atti; traduzione unica autorizzata di Antonio Agresti, Coll. Teatro completo di G. B. Shaw n. 16, Milano: Mondadori, 1926
- Il maggiore Barbara; Come egli mentì al marito di lei, Milano: Mondadori, 1958
- Il maggiore Barbara; traduzione e adattamento di Andree R. Shammah per lo spettacolo messo in scena dalla Cooperativa Franco Parenti, Milano: Ist. Editoriale Universitario, 1980
- Il maggiore Barbara; traduzione di Paola Ojetti; introduzione di Paolo Bertinetti, Coll. Oscar n. 1251, Milano: A. Mondadori, 1980

## Adattamenti
- Il maggiore Barbara - film del 1941 diretto da Gabriel Pascal
- Major Barbara - film TV del 1966 diretto da John Frankau
- Il maggiore Barbara, commedia televisiva Rai con Marina Malfatti, Pino Micol e Renzo Giovampietro, regia di Maurizio Scaparro (1975)[3]